# Biturigi
Biturigi (galsko Biturīges Cubi) so bili galsko pleme, ki je v železni dobi in rimskem obdobju živelo na ozemlju, ki ustreza kasnejši provinci Berry, ki je po njih poimenovana. Imeli so istoimensko pleme, Bituriges Vivisci, v regiji Bordelais, kar bi lahko kazalo na skupen izvor, čeprav o tem ni neposrednih dokazov.

## Ime
Kot Biturige jih omenja Cezar (sredi 1. st. pr. n. št.), Bituriges oi̔ Kou͂boi (Βιτούριγες οἱ Κοῦβοι) in Koúbois Bitoúrixi (Κούβοις Βιτούριξι) Strabon (zgodnje 1. st. pr. n. št.), Bituriges qui Cubi appellantur Plinij Starejši (1. stol. n. št.) in kot Bitoúriges oi̔ Kou͂boi (Βιτούριγες οἱ Κοῦβοι) Ptolemaj (2. stol. n. št.).
Galski etnonim Biturīges pomeni »kralji sveta« ali morda »večni kralji«. Izhaja iz debla bitu- ('svet', morda tudi 'večen'; prim. OIr. bith 'svet, življenje, starost', bith- 'večno'), pritrjeno na riges ('kralji'; sing. rix). Ali je bil pomen 'večen' že povezan z bitu- v starodavnih keltskih jezikih ali se je pojavil pozneje v stari irščini, ostaja negotovo. Vsekakor je pomen 'svet' verjetno nastal iz pojma 'živi svet, kraj živih', saj protokeltsko deblo *bitu- izhaja iz protoindoevropskega *gʷiH-tu-, kar pomeni 'življenje'. ' (prim. lat. vīta 'življenje', OCS žiti 'živeti').
Mesto Bourges, izpričano ok. 400 n. št. kot civitas Biturigum ('civitas Biturige', Bituricas leta 844, Bituris leta 1182) in regija Berry, potrjena leta 860 kot pagus Biturigus ('pagus Biturige'), sta poimenovana po galskem plemenu.

## Geografija
Njihovo glavno mesto v predrimski dobi je bil oppidum Avaricum Biturigum (sodobni Bourges). Prebivali so zahodno od Aedujev, južno od Karnutov in Cenomanov, severno od Pictonov, Lemovcev in Arvernov ter vzhodno od Turonov.

## Zgodovina
Po legendi, ki jo pripoveduje Livij, so Biturigi vladali celotni Galiji ok. 600 pr. n. št. Soočen s prenaseljenostjo v domovini je bituriški kralj Ambigatus poslal sestrina sinova Bellovesa in Segovesusa iskat nova ozemlja za naselitev. Segovesus se je odpravil proti Hercinskemu gozdu, medtem ko naj bi Bellovesus vodil galsko invazijo na severno Italijo.
Medtem ko je Tarkvinij Prisk vladal v Rimu, so bili Kelti, ki sestavljajo enega od treh oddelkov Galije, pod oblastjo Biturigov in to pleme je keltskemu narodu dalo kralja. Ambigatus je bil takrat mož in njegovi talenti, skupaj z njegovo lastno in splošno srečo, so mu prinesli veliko razliko; kajti Galija je pod njegovim vodstvom postala tako bogata s koruzo in tako naseljena, da se je zdelo komaj mogoče vladati tako veliki množici.— Livy 2019. Ab Urbe Condita Libri, 5.34.
Veliko grške keramike in amfor, uvoženih iz Massalije (sodobni Marseille), ter lokalne produkcije umetniške keramike iz drugega dela 6. stoletja pred našim štetjem so našli v mestu Bourges, kar po mnenju zgodovinarja Venceslasa Krute daje arheološko zaslugo bistvu tradicija, o kateri poroča Livij, ki spominja na moč ljudi v regiji precej pred njegovim časom.
V 1. stoletju pr. n. št. so bili Bituriges Cubi odjemalci Eduijev kot del njihove konfederacije na čelu. Med galskimi vojnami so podpirali Arverne v njihovem boju proti Cezarju in utrpeli velike izgube pri obleganju njihovega oppiduma, imenovanega Noviodunum, ki mu je sledilo njihovo glavno mesto Avaricum leta 52 pr. n. št., edini oppidum na njihovem ozemlju, ki mu je Vercingetoriksova taktika požgane zemlje prizanesla. Sodelovali so tudi pri obrambi Alezije med obleganjem oppiduma s strani Rimljanov. Po porazu Vercingetoriksa je moral Rim leta 51 pr. n. št. zatreti galski upor na ozemlju Biturigov. Njihova podrejenost Rimu je bila domnevno hitra in prosili so Cezarja, naj posreduje proti njihovim sosedom Carnutes le nekaj tednov pozneje.

## Zapuščina
Odlomek iz Livija, summa imperii penes Biturges ('vsa oblast v rokah Biturigejev'), je postal moto mesta Bourges.

### Primarni vir
- Livy (2019). History of Rome. Loeb Classical Library. Prevod: Yardley, J. C. Harvard University Press. ISBN 978-0674992566.